# خدا دادخوش السفلي (زاز الشرقي)
خدا دادخوش السفلی (بالفارسية: خدادادکش سفلی) هي قرية تقع في إيران في قسم زاز الشرقي الریفي. يقدر عدد سكانها بـ 123 نسمة .